# Albert de Trapani
Pour les articles homonymes, voir Saint Albert et Albert.
Albert de Trapani, aussi appelé Albert de Messine ou Albert de Sicile, né v. 1240 à Trapani, en Sicile et mort en 1307 à Messine, est un religieux carme italien du Moyen Âge, canonisé au XVe siècle par l'Église catholique et célébré le 7 août. Célèbre en Sicile, il est réputé avoir réalisé de nombreux miracles, dont le sauvetage de la ville de Messine assiégée en 1301.

## Sources biographiques
La biographie d'Albert a été rédigée au milieu du XIVe siècle, plusieurs copies de cette biographie recopiées au XVe siècle nous sont parvenues. Malgré les « rectifications » réalisées lors des copies, la diversité des sources permet en les recoupant d'avoir un tronc commun assez fiable.
La présence d'Albert, dans le couvent de Trapani, est attestée par plusieurs documents datés de 1280 et 1289. Un autre parchemin daté du 10 mai 1296 précise qu'il a la charge de supérieur provincial de la province.

## Biographie
Albert est né dans une famille noble : les Degli Abati. Ses parents sont Benedetto Abate et Giovanna Palizzi. Il serait né après 6 ans de mariage (sans enfants pour le couple). Ses parents avaient promis de le consacrer à Dieu car ils avaient du mal à avoir un enfant,. Cependant, encore jeune enfant, son père pensait organiser un mariage avantageux pour lui. Ce serait sa mère qui aurait imposé à son époux de renoncer à son projet (et de tenir leur vœu initial).
Albert entre très jeune au monastère carmélite du mont Trapani. Certaines sources indiquent qu'il serait rentré dans l'ordre du Carmel à l'âge de 8 ans. Là, le jeune Albert « fait vœu de chasteté, renonce à la richesse, au plaisir des sens, abandonnant ainsi toutes les servitudes du monde, et consacre sa vie à la contemplation ». Il refuse dans un premier temps d'être ordonné prêtre, mais cède finalement à l'insistance des frères et supérieurs. Dans sa communauté, Albert est reconnu pour ses vertus, son amour de la pureté et de la prière, et la qualité de sa prédication. De nombreux miracles lui sont même attribués. En 1280 il est nommé provincial des carmes de Trapani.
Il est envoyé en 1287 au couvent carme de Messine où il se consacre à l'annonce de l'Évangile et au dialogue avec la communauté juive. Il y restera jusqu'à sa mort. Certains membres de la communauté juive découvrent grâce à lui Jésus de Nazareth, le reconnaissent comme le Messie attendu (par les juifs), et se convertissent au catholicisme. En 1301, la ville de Messine est assiégée par le duc Robert de Calabre et manque de vivres. Albert célèbre la Messe, à la demande des habitants. Quand l'office se termine, trois navires chargés de grains traversent la troupe des assiégeants et entrent dans la ville. Celle-ci est sauvée de la famine, et Robert lève le siège. Ce miracle fut attribué à Albert qui fut vénéré longtemps après sa mort.
Albert est réputé pour avoir réalisé de nombreux miracles et conversions, notamment dans les milieux juifs.
En 1296 il est nommé provincial des carmes de Sicile.

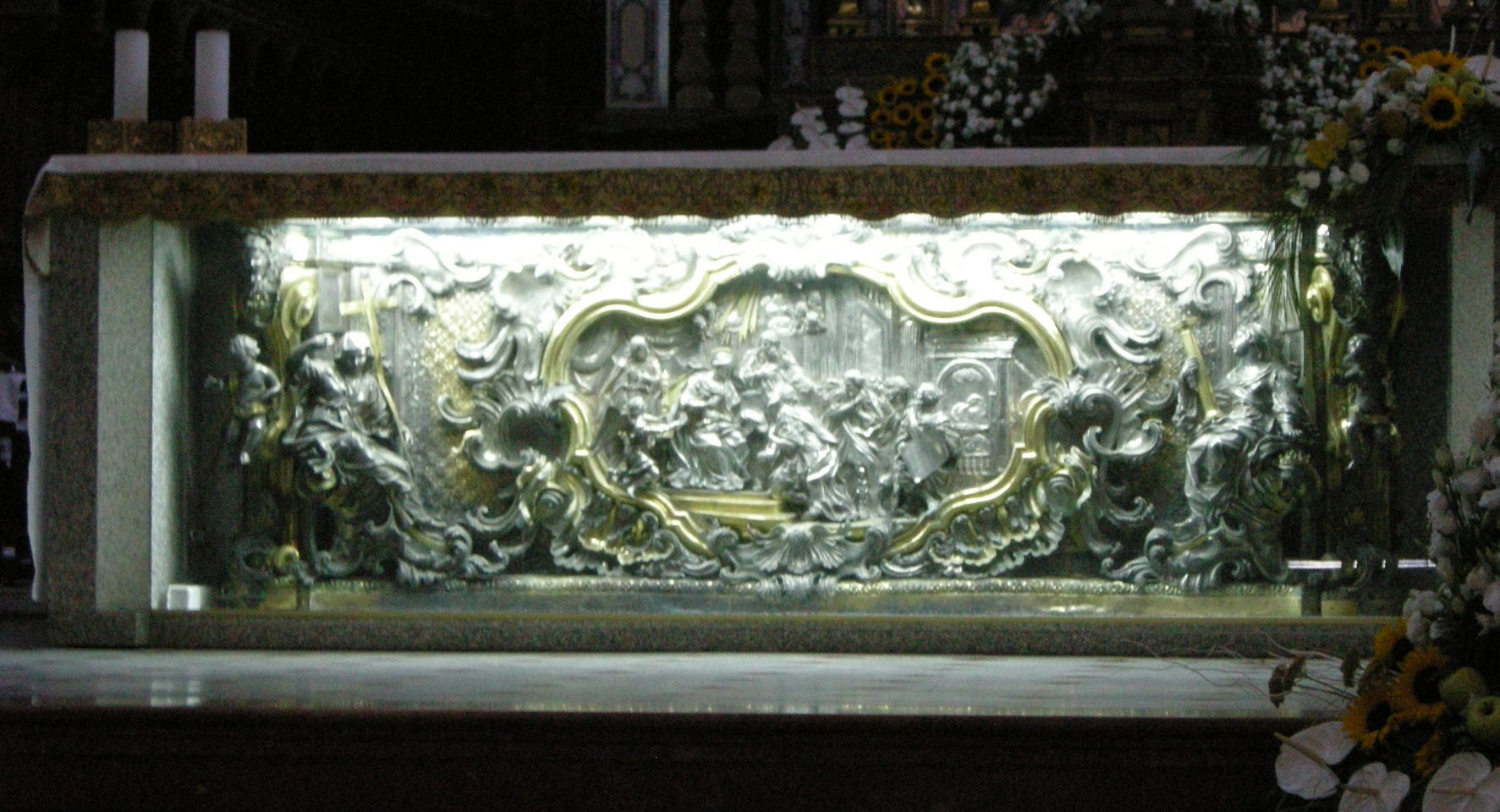
Sépulcre de Saint Albert, dans la cathédrale de Messine.

Albert meurt à Messine le 7 août une année non déterminée (probablement en 1307). La tradition rapporte que la population est venue chercher son corps dans le monastère pour l'amener, en grande procession, dans la cathédrale de la ville. Lors de ses obsèques, une controverse aurait surgi entre le clergé et les habitants concernant le type de messe qui devait être célébrée pour ses funérailles. « C'est alors que deux anges seraient apparus et auraient entonnés le chant Os justi (« La bouche du juste ») qui est l'introduction de la Messe des confesseurs, mettant fin ainsi au conflit. »
La date de la translation de ses reliques au cours des années 1309 ou 1316, est incertaine,.

## Béatification et vénération

### Canonisation
Dès 1346 une chapelle lui est dédiée dans le couvent de Palerme. À divers chapitres généraux, à commencer par celui de 1375, la demande de canonisation au pape est proposée. Dans le chapitre de 1411, il est dit que l'office du saint prêt. En 1457, le pape Calixte III, autorise verbalement (« Vivaë vocis Oráculo »), la célébration de son culte.
Il est canonisé le 31 mai 1476 par le Pape Sixte IV.
- Et sa fête fixée au 7 août[8].

### Vénération

#### Dans l'ordre du Carmel
Saint Albert fut le premier carme dont le culte s'est propagé dans l'ordre du Carmel. Il a ainsi été considéré comme son patron et protecteur ou « père » du Carmel. Il partage ce titre avec un autre saint de son temps : Ange de Jérusalem.
Lors du chapitre de 1420 il a été ordonné que l'image l'Albert, avec un halo, devrait être présente dans tous les couvents de l'ordre. Au XVIe siècle, le général de l'ordre, Nicholas Audet demande que chaque église des Carmes devrait avoir un autel qui lui serait dédié. De nombreux carmes et carmélites ont eu une grande dévotion pour Albert de Messine, parmi lesquels sainte Thérèse d'Avila et Marie-Madeleine de Pazzi.
Lors de la dernière réforme liturgique la fête de saint Albert de Trapani a été définie avec rang de mémoire.

#### Dans le reste de l'Église

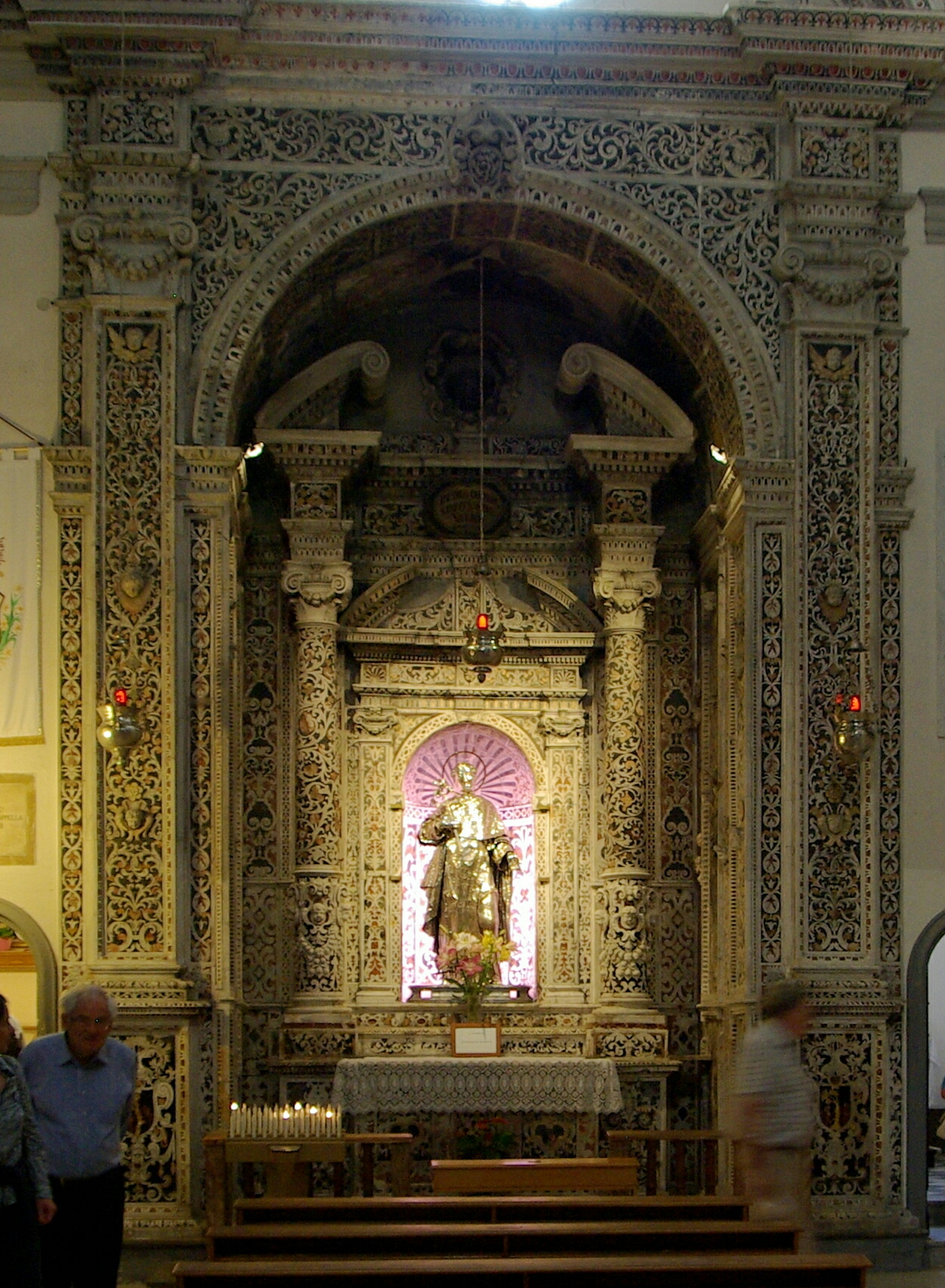
Statue d'argent pour l'autel de la chapelle du saint dans la basilique de Trapani.

- L'église carmélite de Dublin contient quelques reliques du saint. Le 7 août, jour de sa fête, une parcelle des reliques est plongée dans l'eau du puits qui porte son nom, et ceux qui utiliseront ensuite l'eau seront préservés de tout mal mental aussi bien que physique[6] ;
- le crâne d'Albert de Trapani est enchâssé dans une statue d'argent réalisée au XVIIIe siècle par Vincenzo Bonaiuto pour l'autel de la chapelle du saint dans la basilique de Trapani[6] ;
- ses reliques ont été envoyées dans toute l'Europe[2]. Son cercueil repose dans la cathédrale de Messine.

#### En Sicile
En 1623, une des portes de la ville de Messine a été consacrée à lui. Il est le saint patron des villes de Trapani, Erice, Palerme et de Revere.

### Iconographie
L'attribut iconographique le plus typique de ce saint est un crucifix entre deux lis, comme il apparaît la sculpture polychrome d'Alfonse Cano (couvent des Carmélites de Séville, XVIIe siècle). D'autres fois, le saint est représenté avec l'Enfant Jésus dans ses bras, alors qu'il chasse le diable avec son pied. Nous le trouvons aussi représenté avec un livre (ou sans livre), portant une fleur de lys, symbole de sa victoire sur les sens au début de sa vie religieuse. À partir du XVIIe siècle il est représenté en train de réaliser des miracles.
Saint Albert est invoqué pour les exorcismes des possédés, comme aussi contre les tremblements de terre et pour la guérison des malades. La guérison de certains malades de la part du saint est représenté dans le Sforza Book of Hours (British Museum).

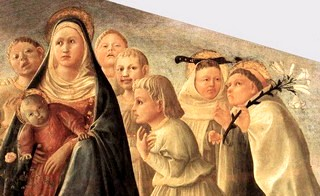
St. Albert avec une fleur de lys, la Vierge, et avec un couteau, saint Ange de Jérusalem. Madonna Trivulzio par Filippino Lippi (Milan, Castello Sforzesco).
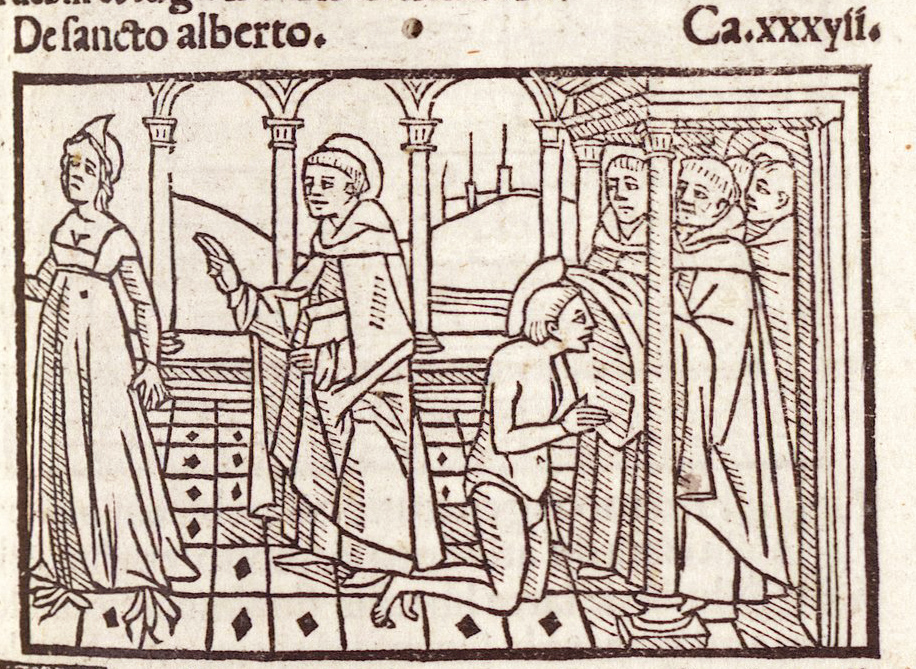
St. Albert dans La Légende dorée (1497).
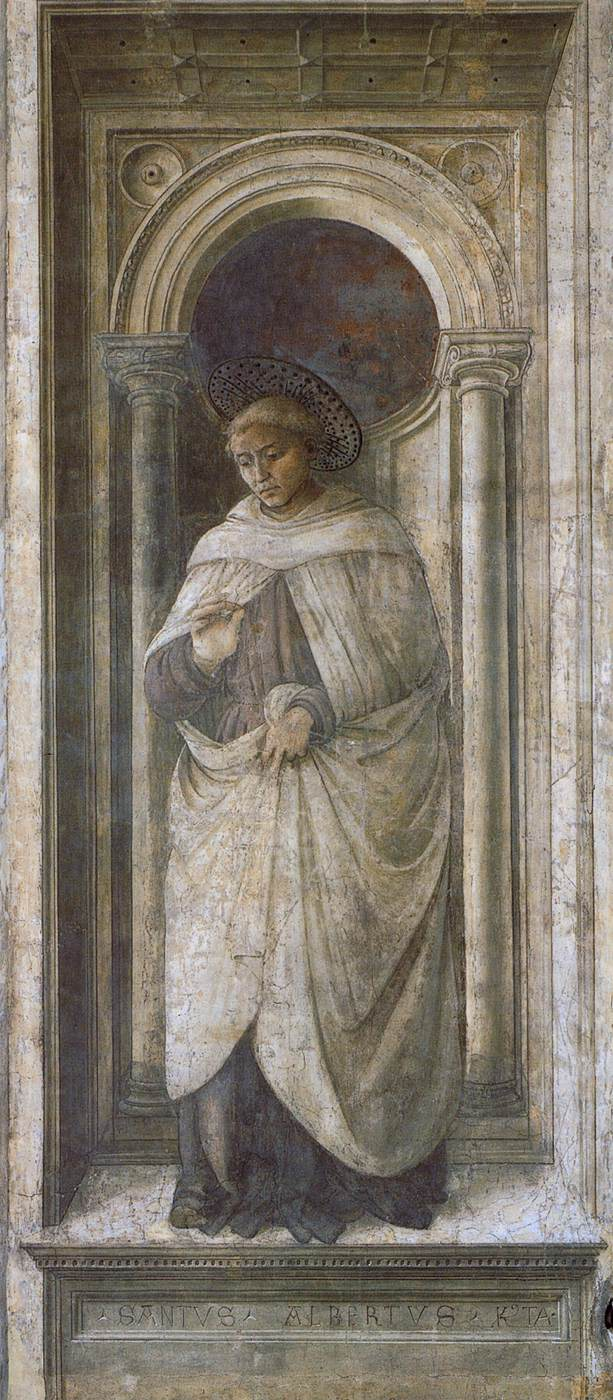
Fra Filippo Lippi, entre 1452 et 1465.
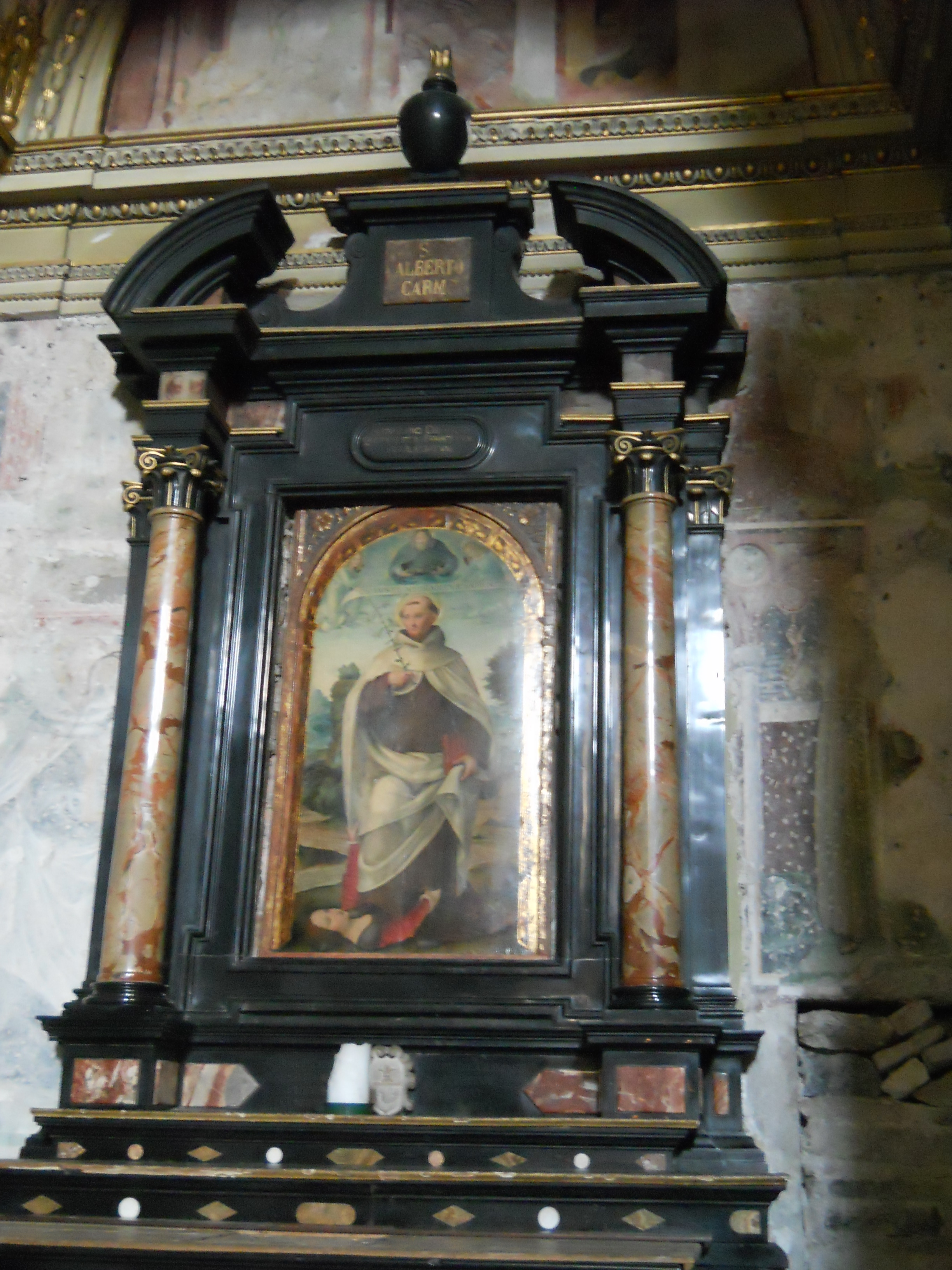
Andrea Previtali, XVIe siècle, église du Carmel, Bergame (Italie).

## Histoires et légendes
Saint Albert apparaît fréquemment dans les légendes et les traditions populaires de Sicile. La ville d'Agrigente vante la qualité de l'eau d'un puits qu'Albert aurait purifié. La ville de Corleone détiendrait le récipient dans lequel Albert conservait son absinthe ; à Petralia Soprana il y aurait une pierre sur laquelle Albert venait se reposer… La première chapelle qu'aurait érigée Albert (d'après la tradition) aurait été située à Piazza Armerina.

## Annexe
- Ressources relatives à la religion :   - Dictionnaire de spiritualité
  - GCatholic.org
- Notices dans des dictionnaires ou encyclopédies généralistes :   - Deutsche Biographie
  - Dizionario biografico degli italiani
- Notices d'autorité :   - VIAF
  - ISNI
  - LCCN
  - GND
  - Espagne
  - Catalogne
  - Vatican
  - Tchéquie